# أغنيتا هانرز
أغنيتا هانرز (بالسويدية: Agneta Hannerz)‏ (9 يونيو 2018 - 1 يوليو 1936) عداءه سويدية. شاركت في منافسات 100 متر في الألعاب الأولمبية الصيفية لعام 1952 .

## روابط خارجية
- أغنيتا هانرز على موقع أوليمبيديا (الإنجليزية)
- أغنيتا هانرز على موقع اللجنة الأولمبية السويدية (السويدية)